# Alarik Behm

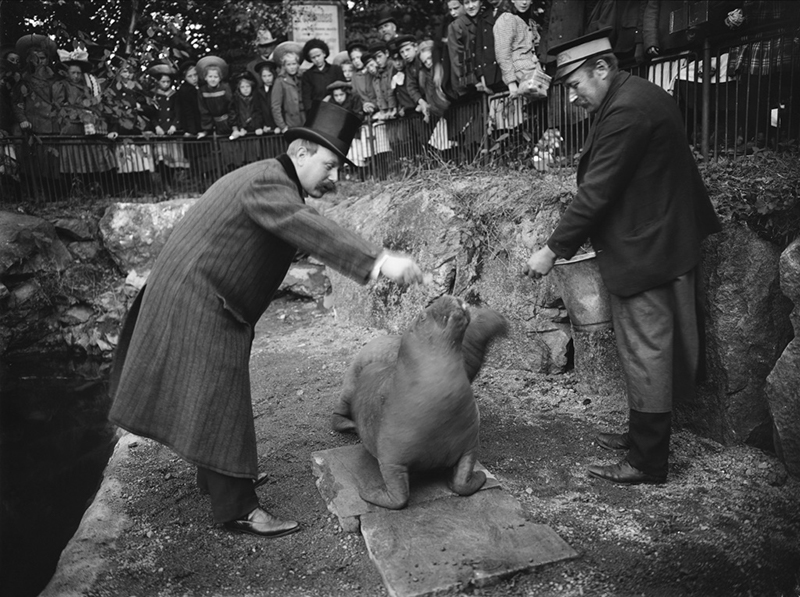
Valrossarna på Skansen matas av djurskötare och Alarik Behm i paletå och hög hatt 1908 - Nordiska Museet - NMA.0048348

Axel Alarik Behm, född 17 juli 1871 i Oviken, Jämtlands län, död 2 juni 1944 i Stockholm, var en svensk zoolog och chef för Skansens naturhistoriska avdelning. 

## Biografi
Alarik Behm var son till kommissionslantmätaren Florentin Behm och Beda Åström. Han blev 1901 biträdande föreståndare för Skansen, var intendent för Nordiska museet 1906–1907 och chef för Skansens naturhistoriska avdelning 1907–1937.
Behm publicerade ett flertal skrifter, huvudsakligen inom biologi och delvis baserade på Skansens djurvärld. Han var även redaktör för den svenska bearbetningen av Alfred Brehms Djurens liv som utgavs i femton band. Han ivrade för ett ökat naturskydd och företog 1900 en naturvetenskaplig resa till Spetsbergen, Björnön och Finnmarken.
Behm gifte sig 1904 med amanuensen på Skansen Sigrid Millrath. Paret fick sönerna Ulf och Kåre Behm.

### Översättning och bearbetning
- Brehm, Alfred (1920-1931). Djurens liv. 15 band (4., fullständigt omarbetade och tillökade upplagan / i svensk översättning och bearbetning utgiven av Alarik Behm ; under medverkan av Lars Gabriel Andersson...). Stockholm: Familjeboken. Libris 8208562